# Misiunea Kepler

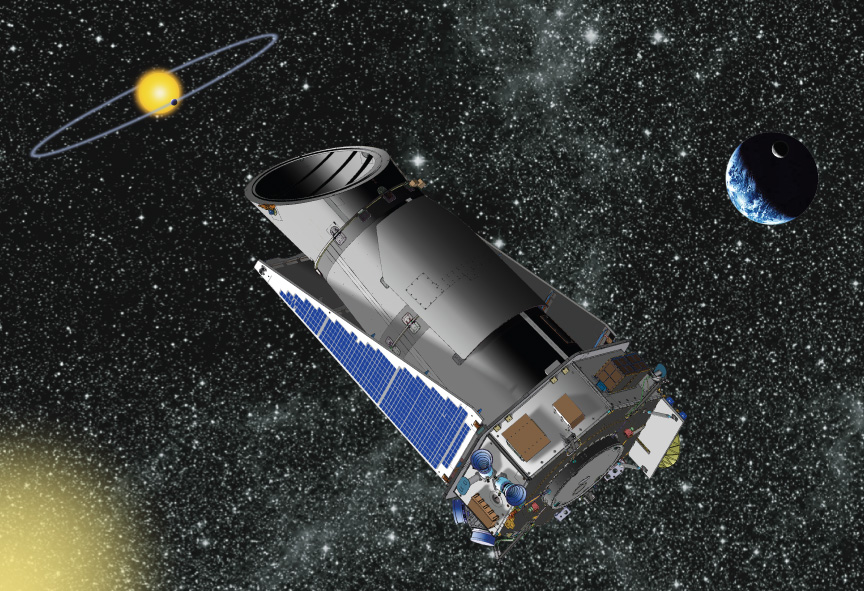
Kepler

Misiunea Kepler, conform originalului din engleză Kepler Mission, a fost o misiune spațială, o stație cosmică, o navă cosmică specială și un telescop spațial de tip fotometru creat și realizat de NASA pentru căutarea de planetelor de tip Terra din alte sisteme solare. Stația cosmică Kepler a observat și înregistrat strălucirea a peste 100.000 de stele de-a lungul a circa 3 - 4 ani pentru a detecta tranziția periodică a planetelor unei stele, procedeu de detectare al planetelor unei stele oarecare numit metoda tranziției. Misiunea spațială este denumită în onoarea astronomului german Johannes Kepler.
Nava spațială a fost lansată la 7 martie 2009 pentru o misiune planificată de 3,5 ani. După nouă ani și jumătate de funcționare, sistemul de control al reacției telescopului a fost epuizat, iar NASA a anunțat retragerea misiunii Kepler la 30 octombrie 2018 (după 9 ani, 7 luni, 23 zile).
Rezultate: Lista exoplanetelor descoperite cu telescopul spațial Kepler